# Yongfeng, Guangdong
Yongfeng (kinesiska: 永丰) är en köping i sydöstra Kina. Den ligger i Deqing härad i staden Zhaoqing i provinsen Guangdong, omkring 120 kilometer väster om provinshuvudstaden Guangzhou. Antalet invånare är 19 924. Befolkningen består av 9 692 kvinnor och 10 232 män. Barn under 15 år utgör 26,0 %, vuxna 15-64 år 63 %, och äldre över 65 år 9,0 %.